# Język północnosaamski
Język północnosaamski (płn.-lap. sámegiella lub davvisámegiella, pol. często północnolapoński) – jeden z kilku języków używanych przez ugrofiński lud Saamów w północnej części Norwegii, Finlandii i Szwecji.
Według danych Ethnologue (wyd. 22, 2019) posługuje się nim 26 tys. osób. W samej Norwegii ma 20 tys. użytkowników. Ma największą liczbę użytkowników spośród języków saamskich.
Dzieli się na cztery główne grupy dialektalne (regionalne). Różnice między nimi dotyczą przede wszystkim fonologii, a w mniejszym zakresie morfologii i leksyki tradycyjnej. Istnieje również zróżnicowanie związane z wpływami różnych języków państwowych (w zakresie fonetyki i intonacji, składni i nowoczesnego słownictwa).
Jest zdecydowanie zagrożony wymarciem, do czego przyczynia się mniejszościowy charakter języka w wielu regionach zamieszkałych przez ludność saamską. Tym niemniej cieszy się dość silnym wsparciem instytucjonalnym: jest wykorzystywany w środkach masowego przekazu, w edukacji i piśmiennictwie, a także podczas wydarzeń kulturalnych.
Jest zapisywany przede wszystkim alfabetem łacińskim. Pisana postać języka północnosaamskiego powstała w XVIII w. Historycznie istniały różne propozycje ortografii. Dzisiejsza norma pisowni została przyjęta w 1979 r.

## Ortografia
| A a | Á á | B b | C c  | Č č  | D d | Đ đ | E e  | F f  | G g |
| a   | á   | be  | ce   | če   | de  | đe  | e    | eff  | ge  |
| --- | --- | --- | ---- | ---- | --- | --- | ---- | ---- | --- |
| /ɑ/ | /a/ | /b/ | /ts/ | /tʃ/ | /d/ | /ð/ | /e/  | /f/  | /ɡ/ |
| H h | I i | J j | K k  | L l  | M m | N n | Ŋ ŋ  | O o  | P p |
| ho  | i   | je  | ko   | ell  | emm | enn | eŋŋ  | o    | pe  |
| /h/ | /i/ | /j/ | /k/  | /l/  | /m/ | /n/ | /ŋ/  | /o/  | /p/ |
| R r | S s | Š š | T t  | Ŧ ŧ  | U u | V v | Z z  | Ž ž  |     |
| err | ess | eš  | te   | ŧe   | u   | ve  | ez   | ež   |     |
| /r/ | /s/ | /ʃ/ | /t/  | /θ/  | /u/ | /v/ | /dz/ | /dʒ/ |     |

Litera Đ, występująca również w ortografii serbsko-chorwackiej oraz wietnamskiej, nie jest tożsama z literą Ð (eth), występującą w języku islandzkim, farerskim oraz staroangielskim, choć ma tę samą postać graficzną dużej litery (mała litera to odpowiednio đ i ð). Mają one również inne kody Unicode – U+0110 i U+00D0.